# Riccardo Nowak
Riccardo Giovanni Francesco Nowak (ur. 16 stycznia 1885 w Bergamo, zm. 18 lutego 1950 tamże) – włoski szermierz, srebrny medalista olimpijski.
Na igrzyskach olimpijskich w Londynie w 1908 roku wspólnie z Abelardo Olivierem, Alessandro Pirzio Birolim, Marcello Bertinettim i Sante Ceccherinim zdobył srebrny medal w szabli drużynowej.  W turnieju indywidualnym odpadł w drugiej rundzie. Startował również w szpadzie, w której był piąty drużynowo, a indywidualnie odpadł w drugiej rundzie.
Nie zdobył medalu mistrzostw świata.